# أليكس جونز (لاعب كرة قدم بريطاني)
أليكس جونز (بالإنجليزية: Alex Jones) (27 نوفمبر 1964 ببلاكبرن في المملكة المتحدة - ) هو لاعب كرة قدم بريطاني في مركز الدفاع. لعب مع أولدهام أثلتيك وبريستون نورث إيند وستوكبورت كونتي ونادي روتشديل ونادي ساوثبورت ونادي كارلايل يونايتد ونادي ماذرويل ونادي هاليفاكس تاون ولانكستر سيتي ‏ ونادي ستاليبريدج سيلتيك.

## وصلات خارجية
- أليكس جونز على موقع قاعدة بيانات كرة القدم.إي يو (الإنجليزية)